# 117-та окрема бригада територіальної оборони (Україна)
117-та окрема бригада територіальної оборони (117 ОБрТрО) — з'єднання Сил територіальної оборони України. Дислокується у Сумській області. Бригада перебуває у складі Регіонального управління «Північ» Сил ТрО.
Була створена у 2018 році як кадроване формування. У 2022 році брала участь у боях після російського повномасштабного вторгнення.

## Історія
У двадцятих числах вересня 2018 року для участі в навчаннях «Козацька воля-2018» (25-29.09), почалося формування і розгортання 117-ї бригади територіальної оборони. Приблизна чисельність особового складу — 3400 осіб.
З 28 вересня по 7 жовтня 2018 року було проведено широкомасштабне навчання Сумської бригади територіальної оборони з практичним призовом військовозобов'язаних на базі 58-ї окремої мотопіхотної бригади.
В період з 23 по 25 липня 2019 року на території Сумської області було проведено командно-штабні навчання з територіальної оборони під керівництвом заступника командувача військ оперативного командування «Північ» з територіальної оборони полковника Олександра Нестеренка.

### Російсько-українська війна 2022 року
На початку березня 2022 року бійцями бригади було захоплено трофейні російські танки моделі Т-90А та Т-72Б3, а також самохідну реактивну установку розмінування УР-77.
27 серпня 2022 року за рішенням Верховного Головнокомандувача бригада отримала бойовий прапор.

## Структура
Дані з офіційного сайту:
- Управління, Штаб (Суми)
- 150-й окремий батальйон територіальної оборони (Суми)[3]
- 151-й окремий батальйон територіальної оборони (Конотоп)
- 152-й окремий батальйон територіальної оборони (Ромни)
- 153-й окремий батальйон територіальної оборони (Шостка)
- 154-й окремий батальйон територіальної оборони (Охтирка)
- 155-й окремий батальйон територіальної оборони (Степанівка Сумський р-н)[9][10]
- Рота контрдиверсійної боротьби
- Рота матеріально-технічного забезпечення
- Вузол зв'язку
- Зенітний взвод
- Інженерна рота

## Командування
- 2018: полковник Полоус Юрій Васильович[11]
- 2021: полковник Кир'ян Сергій Анатолійович[12]
- з 2023: полковник Аксамитовський Максим Миколайович[13][14]

## Втрати

### 2022
- 1 березня 2022 — Клочко Костянтин Миколайович, молодший лейтенант.

### 2023
- 22 січня 2023 - Становський Володимир 29.05.1972р.н.,уродженець села Вікторія Лубенського р-н. Полтавської області. Загинув в районі населеного пункту Парасковіївка ,Бахмутського р-ну, Донецької області.
- 8 лютого 2023 — Рогинець Олексій Анатолійович, молодший лейтенант.
- 3 листопада 2023 — Стрижак Олег Анатолійович, солдат.

### 2024
- 17 лютого 2024 — Грабина Юрій Володимирович, солдат.[15]
- 22 березня 2024 — Кулімін Влалислав («Художник»). 48 років, с. Новосаратівка, Азербайджан.[16]
- 3 липня 2024 — Діхнич Микола Володимирович, сержант, водій.[17]
- 11 серпня 2024 — Бабенко Артем Миколайович, капітан. 29 років, м. Ромни. Загинув від авіаудару.[18]

### 2025
- 12 січня 2025 — Кузько Ігор Анатолійович. 151 ОБ ТрО. Помер внаслідок хвороби.[19]
- 3 серпня 2025 - Дмитро Парфьонов. 154 ОБ ТрО. Загинув в ДТП[20].

## Традиції

### Символіка

Прапор Сумського полку (1651—1765)

Нарукавний знак бригади базується на історичному прапорі сумського слобідського козацького полку, центральним елементом нарукавної емблеми 117-ї бригади є зображення Срібної Богородиці на золотому півмісяці та на блакитному полі.